# Поткожна масна некроза новорођенчета
Поткожна масна некроза новорођенчета или субкутана масна некроза новорођенчета (акроним ПМНН) је неуобичајен поремећај који карактеришу чврсти, покретни, еритематозни чворови и плакови на трупу, рукама, задњици, бутинама и образима доношене новорођенчади.
Нодули и плакови се појављују у првих неколико недеља живота новорођенчета. Поткожна масна некроза новорођенчета обично тече само  ограниченим током, али може бити компликована хиперкалцемијом и другим метаболичким абнормалностима.
За родитеље и лекаре кључно је редовно пратити новорођенчад са поткожном масном некрозом како би се избегао ризик од озбиљних компликација, са посебним освртом на хиперкалцемију (редовно праћење серумског калцијума до узраста од 6 месеци, код новорођенчади са личном историјом поткожна масна некроза новорођенчета). 

## Епидемиологија

### Фреквенција
Учесталост поткожне масне некрозе новорођенчета је непозната јер је болест јако ретка.

### Раса
Раса не игра улогу у настанку поткожне масне некрозе новорођенчета

### Пол
Пол не игра улогу  у настанку поткожне масне некрозе новорођенчета

### Старост
Поткожна масна некроза новорођенчета   јавља се у првих неколико недеља живота. Хиперкалцемија, ако се појави, почиње код деце узраста од 1 до 2 месеца.

## Етиологија
Етиологија овог поремећаја је непозната, али је повезана са вишеструким факторима ризика новорођенчади и мајке. Физиопатологија поткожне масне некрозе може укључити прерану фазу поремећене перфузије ткива са накнадном хипоксијом ткива која доводи до кристализације неонаталне поткожне масти, праћене некрозом ткива и грануломатозном реакцијом.
Хипотермија је уобичајен претходник болести. Смеђа маст новорођенчади има већи однос засићене палмитинске киселине и незасићене олеинске киселине. Палмитинска киселина има вишу тачку топљења од олеинске киселине, што је чини подложнијом очвршћавању и кристализацији као одговор на снижену температуру. 
Многи случајеви некрозе поткожног масног ткива новорођенчета су пријављени код новорођенчади која су задобила перинаталну хипоксично-исхемичну повреду и која су лечена хипотермијом да би се спречила енцефалопатија и озбиљне повреде мозга
Пријављени су случајеви некрозе поткожне масти новорођенчета након оба хлађења целог тела. и селективно хлађење главе. Једно дете развило је поткожно масно некрозу новорођенчета након постављања врећице са ледом за лечење суправентрикуларне тахикардије, а друго после хипотермичне кардиохирургије.
Други неонатални стресови који су повезани са некрозом поткожне масти новорођенчета укључују порођај царским резом, некомпатибилност Рх фактора, аспирацију меконијума, превију плаценте, пролапс пупчане врпце , аноксију, прееклампсија, злоупотреба кокаина код мајке, гестацијски дијабетес, употреба антагониста калцијума од стране мајке током трудноће, породична дислипидемија и породична историја тромбофилије.
Неки докази имплицирају хиперкоагулабилно стање мајке као што је недостатак протеина Ц и антифосфолипидни синдром.
Локална траума притиска током порођаја од клешта, од продуженог порођаја и због велике за гестациону доб (макрозомија) може играти улогу.

### Хистопатологија
Хистопатолошке промене у некрози поткожне масти новорођенчета укључују претежно лобуларни паникулитис са хроничним инфламаторним инфилтратом, игличастим кристалима унутар макрофага и адипоцитима. Мултинуклеарне џиновске ћелије и жаришне области калцификације такође се могу уочити распоређене по некротичној масти.

## Клиничка слика
Поткожна масна некроза новорођенчета која представља бенигно стање које се  јавља  у неонаталном периоду,    карактерише се:
- упалом и некрозом поткожног масног ткива,

- поткожним љубичасто-плавкастим тврдим чворовима,

- лезијама која могу изгледати изоловане или груписане, и обично се налазе на раменима, леђима, задњици и лицу;[4]
- чворовима који могу еволуирати у поткожне калцификације.[21]

## Дијагноза
Правовремена идентификација овог стања је критична јер може додатно показати значајне екстракутане абнормалности, укључујући тромбоцитопенију, хипертриглицеридемију и хиперкалцемију. 
За коначнију дијагнозу, морају се узети у обзир и клиничка слика и биопсија коже.  Међутим, да би се избегла биопсија коже, ултразвучни преглед, заједно са доплер анализом крвотока, показао се ефикасним у откривању поткожне масне некрозе новорођенчета, јер обично указује на субкутани сигнал високог еха ултразвука са или без калцификација.
Наки аутори су предложили смернице за праћење пацијената са поткожном масном некрозом, по којима сматрају да се током постављања дијагнозе поткожна масна некроза, треба одредити:
- нивое триглицерида у серуму,

- тестове функције бубрега,

- тромбоците и

- глукозу.

Код пацијената са нормалним вредностима потребно је само клиничко праћење. У том смислу неопходно је мерење нивоа јонизованог калцијума у серуму код пацијената са нормокалцемијом, понављати једном недељно током првог месеца живота, а затим месечно до шестог месеца живота или након повлачења кожних лезија. Такође, од пресудне је важности да се уради ултразвук бубрега, посебно код пацијената са хиперкалцемијом. Када је почетна слика нормална, може се поновити са три месеца живота или након повлачења кожних лезија.

## Диференцијална дијагноза
- Примарна диференцијална дијагноза поткожне масне некрозе новорођенчета је склерема новорођенчета (sclerema neonatorum), екстензивна и симетрична склероза коже и поткожног масног ткива, која се најчешће јавља код оболеле превремено рођене деце. Склерема новорођенчета, је повезана са урођеним малформацијама, али за разлику од ПМНН као самоограниченог бенигног стање,  носи високу стопу морталитета.[25]

- Друга диференцијална дијагноза је склеродерма новорођенчета, која се манифестује прогресивним едемом доњих екстремитета; иако се сматра бенигним, обично му претходе гастроинтестиналне или респираторне инфекције.[26]

## Терапија
Поткожна масна некроза новорођенчета  је обично самоограничен процес који не захтева лечење. Интервенције су се фокусирале на превенцију поткожне масне некрозе новорођенчета у условима хипотермије, лечење хиперкалцемије и ублажавање бола.
Да би се смањила вероватноћа развоја поткожне масне некрозе новорођенчета са хипоксичном исхемијском енцефалопатијом која су лечена умереном хипотермијом целог тела, предложени су следећи кораци:
- периодична мобилизација одојчета
- Један од бисфосфоната, који смањују ресорпцију костију, такође се коришсти за лечење хиперкалцемијеупотреба нежнијег расхладног покривача који постепено изазива хипотермију без наглих промена температуре

Такав приступ је био повезан са мањом инциденцом некрозе поткожне масти новорођенчета, нижим нивоом Ц-реактивног протеина, нижим серумским калцијумом и већим бројем тромбоцита.
Хиперкалцемију треба лечити агресивно са пуњењем течности и диуретицима који троше калцијум, као што је фуросемид. Бебе треба да буду на дијети са мало калцијума и мало витамина Д.
Преднизон се може користити ако ове мере не успеју; омета конверзију витамина Д у његов активни облик у некрози поткожног масног ткива новорођених гранулома.
Бисфосфонати, који смањују ресорпцију костију, такође су коришћени за лечење хиперкалцемије.
Примена памидроната током три узастопна дана (0,25, 0,25 и 0,50 мг/кг/доза) успешно је обновила нормокалцемију. Шумер је известио да је комбинација интравенске хидратације, фуросемида, глукокортикоида и дијете са ниским садржајем калцијума вратила нормокалцемију за 9 дана.
За лечење бола код новорођенчади са поткожно масном некрозом новорођенчета, препоручује се дексмедетомидин, као добар избор због својих минималних штетних ефеката на респираторну и гастроинтестиналну функцију.
Алтернативно, може се дати морфијум (1-2 мг 4 пута дневно) и преднизон (1 мг/кг дневно) који могу да делују синергистички у управљању болом.

### Мере превенција
Код деце са личном историјом болести препоручује се периодично процењивање нивоа калцијума у серуму до узраста од 6 месеци 8 .

## Прогноза
Поткожна масна некроза новорођенчета је често пролазно стање које се самостално решава. Спонтано се решава у року од неколико месеци и вероватно ће бити недовољно дијагностикован. Без обзира на то, може бити компликовано због неколико опасних хематолошких и метаболичких промена које су кључне за праћење, укључујући тромбоцитопенију, хипогликемију, хипертриглицеридемију и, што је најважније, хиперкалцемију. 
Лечење пацијената са поткожном масном некрозом захтева редовно клиничко праћење током најмање шест месеци и лабораторијско праћење потенцијалних компликација.
Повезана хиперкалцемија има потенцијал да изазове значајно оштећење бубрега ако се не лечи, тако да је неопходно проценити захваћеност бубрега ултразвуком бубрега. Нефрокалциноза је била присутна код 83% пацијената оцењених ултразвуком бубрега.

## Компликације
Поткожна масна некроза новорођенчета обично прати некомпликовани ток са спонтаним решавањем током много недеља. Ипак, постоје ретке, али озбиљне компликације због којих се дете мора периодично посматрати: најчешће абнормалности су:
- тромбоцитопенија,

- хипогликемија,

- хипертриглицеридемија

- хиперкалцемија (што је најважније)

Патофизиологија ових компликација није у потпуности схваћена.